# David de Pina
Daniel David Varela de Pina (Santa Cruz, 7 de agosto de 1996) é um pugilista cabo-verdiano. Pina competiu nos Jogos Olímpicos de Verão de 2020 na categoria masculina até 52 kg do boxe. Nas Olimpíadas de 2024, Pina ganhou a medalha de bronze na categoria até 51 kg e fez história ao se tornar no primeiro medalhista olímpico por Cabo Verde e no segundo da África lusófona.

## Biografia
Pina nasceu em Santa Cruz, ilha de Santiago. É treinado em Odivelas, Portugal, por Bruno de Carvalho e trabalha como carpinteiro.

### Jogos Olímpicos de 2020
Nos Jogos de Tóquio, em que participou na categoria masculina do boxe até 52 kg, Pina perdeu nos oitavos-de-final.
Foi o porta-estandarte de Cabo Verde na cerimónia de encerramento.

### Campeonato Africano de Boxe Amador
Pina participou na categoria entre 51 e 54 kg do Campeonato Africano de Boxe Amador de 2022, em Maputo, onde obteve a medalha de bronze depois de perder nas meias-finais.

### Jogos Olímpicos de 2024
Pina foi um dos porta-estandartes de Cabo Verde na cerimónia de abertura Jogos de Paris, juntamente com a judoca Djamila Silva.
Pina participou no boxe, na categoria masculina até 51 kg. Venceu o tailandês Thitisan Panmot nos oitavos-de-final e o zambiano Patrick Chinyemba nos quartos-de-final, garantindo aí a medalha de bronze. Perdeu nas meias-finais frente ao uzbeque Hasanboy Dusmatov.

## Palmarés

### Palmarés internacionais
| Jogos Olímpicos                    | Jogos Olímpicos    | Jogos Olímpicos   | Jogos Olímpicos  |
| Ano                                | Lugar              | Medalha           | Categoria        |
| ---------------------------------- | ------------------ | ----------------- | ---------------- |
| 2024                               | Paris, França      | Medalha de bronze | <51 kg masculino |
| Campeonato Africano de Boxe Amador |                    |                   |                  |
| 2022                               | Maputo, Moçambique | Medalha de bronze | <54 kg masculino |